# IC 2604
IC 2604 est une galaxie spirale barrée de type magellanique et située dans la constellation du Petit Lion. Sa vitesse par rapport au fond diffus cosmologique est de 1 917 ± 20 km/s, ce qui correspond à une distance de Hubble de 28,3 ± 2,0 Mpc (∼92,3 millions d'al). IC 2604 a été découverte par l'astronome français Stéphane Javelle en 1896.
La classe de luminosité d'IC 3442 est V et elle présente une large raie HI.

## Groupe de NGC 3396
IC 2604 fait partie du groupe de NGC 3396. Ce groupe de galaxies comprend au moins 11 galaxies : NGC 3381, NGC 3395, NGC 3396, NGC 3424, NGC 3430, NGC 3442, UGC 5898, IC 2604, PGC 32631, UGC 5934 et UGC 5990.